# 普圖伊城市市鎮

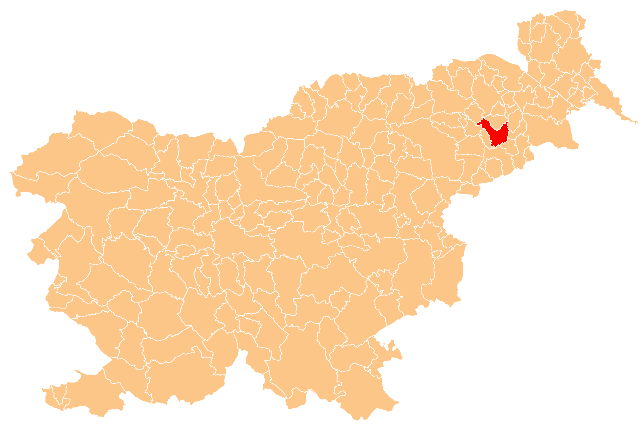

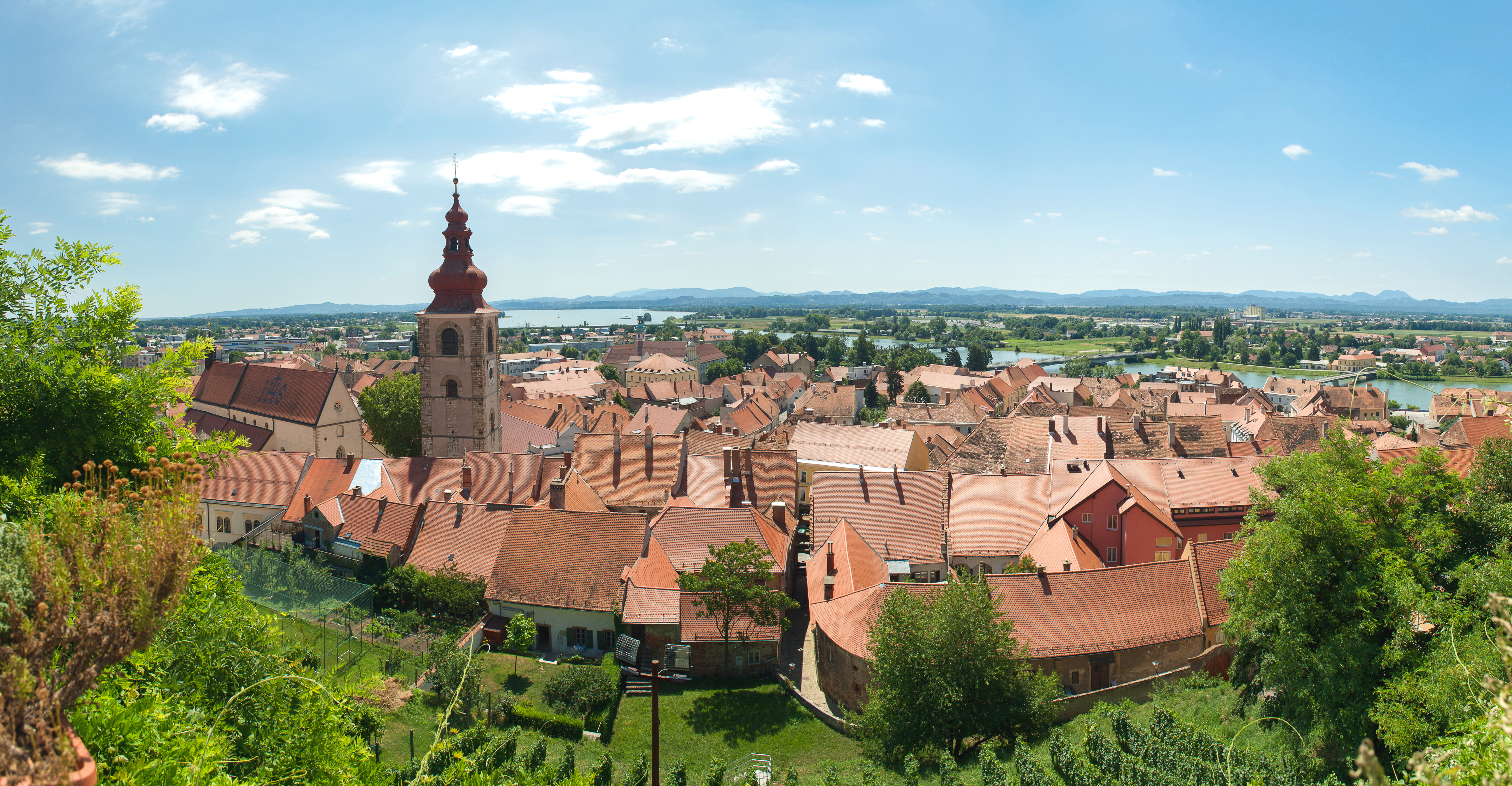
老城区全景图

46°25′11″N 15°52′11″E / 46.4196°N 15.8697°E
普圖伊城市市鎮，是斯洛文尼亞東北部的一個城市市镇，行政中心为普圖伊，處於下施蒂利亞地區。市镇面積为67平方公里，2023年人口数量为23,525人。